# Алфандега-да-Фе
Алфа́ндега-да-Фе (порт. Alfândega da Fé, [aɫ'fɐ̃dɨgɐ dɐ fɛ]) — посёлок городского типа в Португалии, центр одноимённого муниципалитета в составе округа Браганса. По старому административному делению входил в провинцию Траз-уж-Монтиш и Алту-Дору. Входит в экономико-статистический субрегион Алту-Траз-уж-Монтиш, который входит в Северный регион. Численность населения — 2,0 тыс. жителей (посёлок), 5,5 тыс. жителей (муниципалитет). Занимает площадь 322 км².
Покровителем посёлка считается Апостол Пётр.
Праздник посёлка — 29 июня.

## Расположение
Поселок расположен в 55 км на юго-запад от адм. центра округа города Браганса.
Муниципалитет граничит:
- на севере — муниципалитет Маседу-де-Кавалейруш
- на востоке — муниципалитет Могадору
- на юге — муниципалитет Торре-де-Монкорву
- на западе — муниципалитет Вила-Флор

## История
Город основан в 1294 году.

## Население
| Численность населения муниципалитета по годам | Численность населения муниципалитета по годам | Численность населения муниципалитета по годам | Численность населения муниципалитета по годам | Численность населения муниципалитета по годам | Численность населения муниципалитета по годам | Численность населения муниципалитета по годам | Численность населения муниципалитета по годам | Численность населения муниципалитета по годам |
| --------------------------------------------- | --------------------------------------------- | --------------------------------------------- | --------------------------------------------- | --------------------------------------------- | --------------------------------------------- | --------------------------------------------- | --------------------------------------------- | --------------------------------------------- |
| 1801                                          | 1849                                          | 1900                                          | 1930                                          | 1960                                          | 1981                                          | 1991                                          | 2001                                          | 2004                                          |
| 4737                                          | 5763                                          | 9069                                          | 8789                                          | 9672                                          | 7925                                          | 6734                                          | 5963                                          | 5688                                          |

## Состав муниципалитета
В муниципалитет входят следующие районы:
1. Агробон, Салдонья и Вале-Перейру (до реформы 2012-2013 годов — отдельные районы Агробон, Салдонья и Вале-Перейру)[2]
2. Алфандега-да-Фе
3. Сережайш
4. Эусизия, Говея и Валверде (до реформы 2012-2013 годов — отдельные районы Эусизия, Говея и Валверде)[2]
5. Феррадоза и Сендин-да-Серра (до реформы 2012-2013 годов — отдельные районы Феррадоза и Сендин-да-Серра)[2]
6. Жебелин и Соэйма (до реформы 2012-2013 годов — отдельные районы Жебелин и Соэйма)[2]
7. Парада и Сендин-да-Рибейра (до реформы 2012-2013 годов — отдельные районы Парада и Сендин-да-Рибейра)[2]
8. Помбал и Валеш (до реформы 2012-2013 годов — отдельные районы Помбал и Валеш)[2]
9. Самбаде
10. Вилар-Шан
11. Виларельюш
12. Вилареш-де-Вилариса